# Coppa dei Campioni del Golfo 1996
La Coppa dei Campioni del Golfo 1996 è stata la 13ª edizione della coppa a cui hanno preso parte 6 squadre provenienti da altrettante federazioni del Golfo Persico.
La competizione è stata vinta dai sauditi del Al-Nassr che si è aggiudicata la prima edizione della coppa nella sua storia.

## Squadre partecipanti
- Al-Sharjah
- Al-Nassr
- Al-Salmiya
- Al-Arabi
- Dhofar
- Al-Riffa

## Classifica finale
| Team       | Pts | Pld | W | D | L | GF | GA | GD |
| ---------- | --- | --- | - | - | - | -- | -- | -- |
| Al-Nassr   | 12  | 5   | 4 | 0 | 1 | 10 | 4  | +6 |
| Dhofar     | 9   | 5   | 3 | 0 | 2 | 10 | 7  | +3 |
| Al-Sharjah | 8   | 5   | 2 | 2 | 1 | 5  | 5  | 0  |
| Al-Salmiya | 7   | 5   | 2 | 1 | 2 | 6  | 5  | +1 |
| Al-Riffa   | 5   | 5   | 1 | 2 | 2 | 7  | 9  | −2 |
| Al-Arabi   | 1   | 5   | 0 | 1 | 4 | 6  | 14 | −8 |